# Ditoxidae
Famille
Les Ditoxidae sont une famille de Ciliés de la classe des Litostomatea et non attribués à un ordre par GBIF.

## Étymologie
Le nom de la famille vient du genre type Ditoxum, composé du préfixe di-, « deux », et du suffixe -toxo, « arc, flèche », probablement en référence à la forme de l'organisme ou à sa double ciliature antérieure. 

## Description
Les Ditoxidae ont une taille moyenne (80 à 200 μm). Leur forme est allongée à globuleuse, souvent nettement aplatie latéralement. Ils nagent librement dans leur, milieu de vie. Leurs cils somatiques sont sous forme de deux à quatre rubans ou bandes non rétractables, en spirale autour du corps à différents niveaux. Ils n’ont pas de plaques squelettiques. Leur ciliature buccale, non rétractable, se présente en deux bandes, avec « polybrachycinétie adorale et polybrachycinétie dorsale périvestibulaire ». Leur macronoyau est allongé et en forme de bande. Un micronoyau est présent. On note une ou deux vacuole contractile. Un cytoprocte est présent.
Les espèces des genres Ditoxum, Tetratoxum et Triadinium se décrivent sommairement comme suit,, :
- celles du genre Ditoxum ont un corps allongé, de forme elliptique, avec les deux extrémités arrondies, aplaties latéralement. Les zones ciliaires se composent d'une zone antérieure ventrale, une zone antérieure dorsale et une zone postérieure (caudale). Chaque zone ciliaire naît à partir d’arcades entourées par des lèvres. Leur macronoyau est allongé et incurvé en forme de massue ;
- celles du genre Tetratoxum ont un corps oblong légèrement comprimé et de taille moyenne. Elles présentent quatre membranelles[note 1] arquées, deux étant près de chaque extrémité. Leur cytostome est en forme de fente entouré de cils à l'extrémité antérieure. Il a six à huit crêtes longitudinales ; un macronucléus (macronoyau) en forme de bande près duquel se trouve une vacuole contractile ;
- celles du genre Triadinium ont un corps arrondi à l'extrémité antérieure et pointu à l'extrémité postérieure. Elles présentent trois anneaux de cirres et une touffe caudale de cils. Leur macronoyau est allongé.

## Habitat et répartition
Les Ditoxidae vivent dans les habitats terrestres, mais aussi comme endocommensaux principalement dans le côlon et le cæcum des chevaux.

## Liste des genres
Selon GBIF (4 juillet 2023) : aucun genre référencé.
Selon The Taxonomicon (4 juillet 2023) :
- Ditoxum Gassovsky, 1919 genre type
  - Espèce type : Ditoxum funinucleum Gassovsky, 1919
- Tetratoxum Gassovsky, 1919
- Triadinium Fiorentini, 1890

Selon Lynn (2010) :
- Ditoxum Gassovsky, 1919
- Gassovskiella Grain, 1994
- Spirodinium Fiorentini, 1890
- Tetratoxum Gassovsky, 1919
- Triadinium Fiorentini, 1890

## Systématique
Le nom valide de ce taxon est Ditoxidae Strelkow (d), 1939.